# IPhone 15 Pro
iPhone 15 Pro и iPhone 15 Pro Max — смартфон производства корпорации Apple, работающий на базе операционной системы iOS 17 и процессора Apple A17 Pro. Устройство было представлено вместе с iPhone 15 и iPhone 15 Plus 12 сентября 2023 года на специальном мероприятии Apple Wonderlust («Жажда чудес») в Apple Park в Купертино. Предзаказы начались 15 сентября 2023 года, а в свободную продажу смартфоны поступили 22 сентября 2023 года.

## Характеристики

### Дизайн
iPhone 15 Pro и iPhone 15 Pro Max доступны в корпусах из натурального титана, синего титана, белого титана и чёрного титана.
| Color | Name              |
| ----- | ----------------- |
|       | Натуральный титан |
|       | Синий титан       |
|       | Белый титан       |
|       | Чёрный титан      |

#### Скорость зарядки и передачи данных
iPhone 15 Pro и iPhone 15 Pro Max, впервые в истории iPhone, используют USB-C со скоростью передачи данных USB 3.2 (в среднем до 20 Гбит/с / 10 Гбит/с), что является улучшением по сравнению с базовыми моделями iPhone 14 Pro и iPhone 15/15 Plus, которые поддерживают только скорость передачи данных USB 3.1 (в среднем до 10 Гбит/с / 1,25 Гбит/с).
Но для достижения скорости USB 3.2 нужно дополнительно приобрести фирменный кабель Thunderbolt 4 за $69, который в комплекте не поставляется.

#### Видеовыход
Все модели iPhone 15 поддерживают альтернативный режим DisplayPort через видеовыход USB-C с разрешением HDR до 4K.
Предыдущие модели iPhone (от iPhone 5 до iPhone 14 Pro) имели максимальное поддерживаемое разрешение 1600×900 (чуть меньше 1080p) с цифровым AV-адаптером Lightning из-за технических ограничений разъема Lightning.

#### Кнопка действия
В iPhone 15 Pro и iPhone 15 Pro Max используется кнопка действия, заменяющая переключатель отключения звука. Кнопка действия может быть настроена пользователем для открытия камеры, включения фонарика и многого другого. По умолчанию новая кнопка по-прежнему выполняет роль переключателя звонка.

#### Аккумулятор
Традиционно с каждой итерацией iPhone получает более ёмкий аккумулятор. Модель 15 Pro снабжена батареей ёмкостью 3274 mAh, 15 Pro Max — 4422 mAh. На момент выхода iPhone 15 Pro Max по итогам тестов был признан самым «долгоиграющим» среди всех версий, представленных на рынке.
| Использование                     | Время, ч                         |
| --------------------------------- | -------------------------------- |
| Воспроизведение видео             | до 23 (15 Pro) и 29 (15 Pro Max) |
| Просмотр видео в режиме стриминга | до 20 (15 Pro) и 25 (15 Pro Max) |
| Воспроизведение аудио             | до 75 (15 Pro) и 95 (15 Pro Max) |

### Программное обеспечение
Как и на iPhone 15 и 15 Plus, предустановленной системой на iPhone 15 Pro и Pro Max является iOS 17, которая для iPhone прошлых поколений стала доступна 18 сентября 2023 года.

## Фотографии
| - iPhone 15 Pro и Pro Max — внешний вид и сравнительные размеры - Камера IPhone 15 Pro / Pro Max - Обои экрана блокировки IPhone 15 Pro / Pro Max |